# Amadeu Horn
Amadeu Otto Horn (Desterro) foi um boticário e comerciante atuante na cidade de Desterro (atual Florianópolis), Santa Catarina.
Irmão do jornalista e político Eduardo Horn, Amadeu Horn também teve sua história marcada por ter sido o fundador do Avaí Futebol Clube em 1º de setembro de 1923 em Florianópolis, clube que ao longo dos anos, se desenvolveu e passou a competir também em outras modalidades, porém suas principais conquistas e seu reconhecimento foram alcançados pelo futebol profissional que disputa a Série A do Campeonato Brasileiro.
Amadeu também presidiu o clube entre os anos de 1923 e 1926, conquistando os títulos de Campeão Catarinense de 1924 e 1926, Campeonato citadino também de 1924 e 1926 e do Torneio Início de Florianópolis em 1925.